# Indiaas cricketelftal (mannen)
Het Indiaas cricketelftal is het nationale cricketteam van India. Het was het zesde land dat de status van testcricket kreeg; de eerste test werd gespeeld in 1932 tegen Engeland. Het was na Australië en West-Indië het derde land dat het wereldkampioenschap meerdere keren wist te winnen.

## Historie
Al in 1721 werd de eerste wedstrijd in Brits-Indië gespeeld. Het spel werd meegebracht door de Britten. In 1848 werd de Oriental Cricket Club als eerste club opgericht in Bombay. Aan het begin van de 20e eeuw kwamen al enkele Indiërs uit voor het Engels cricketelftal, waarvan een aantal ook meteen indruk maakten. In 1926 werd Brits-Indië toegelaten binnen de ICC en in 1932 werd de eerste testwedstrijd gespeeld. Het zou nog lang duren eer de eerste overwinning werd behaald, pas na de onafhankelijkheid. Tot het einde van de Britse kolonisatie in 1947 vertegenwoordigde het cricketelftal ook het gebied wat nu Pakistan,  Bangladesh en gedeeltelijk Myanmar is. Na de onafhankelijkheid ging Brits-Indië verder als India en ging ook de teststatus over.

## Successen
Toen India in 1932 hun eerste testmatch speelde, werd het als een van de zwakste landen beschouwd. Ondanks dat het team zich verbeterde, werd India pas na 50 jaar later een van de landen om rekening mee te houden in het testcricket en het eendaags cricket. Door de grote bevolking van het land en de enorme populariteit van het cricket, kan India vele topspelers voortbrengen. Dit werd voor het eerst tentoongesteld in 1983, toen het land wereldkampioen werd, door West-Indië te verslaan met 43 runs. 28 jaar later, in 2011, werd in eigen land opnieuw de wereldtitel behaald.0
De ICC Champions Trophy won het team in 2002, gedeeld met Sri Lanka. In Azië wordt er ook gespeeld om de Asia Cup; India is in dit toernooi het meest succesvol aller tijden met 7 eindoverwinningen (1984, 1988, 1990/1991, 1995, 2010, 2016 en 2018) en 2 finaleplaatsen (1997, 2004).
India was in 2007 de kampioen van de eerste editie van het Wereldkampioenschap Twenty20 in Zuid-Afrika. Buurland Pakistan werd in de finale verslagen.

## Resultaten op internationale toernooien

### Wereldkampioenschap
| 1975 · Eerste ronde 1979 · Eerste ronde 1983 · Winnaar 1987 · Derde | 1992 · Eerste ronde 1996 · Derde 1999 · Tweede ronde 2003 · Tweede | 2007 · Eerste ronde 2011 · Winnaar 2015 · Halve finale 2019 · Halve finale |

### Wereldkampioenschap Twenty20
| 2007 · Winnaar 2009 · Tweede ronde | 2010 · Tweede ronde 2012 · Tweede ronde | 2014 · Tweede 2016 · Halve finale |

### Wereldkampioenschap testcricket
| 2021 · Onderweg |

### Overige belangrijke toernooien
| ICC Champions Trophy | ICC World Cup Qualifier (ICC Trophy)       | Asia Cup | Asian Test Championship      | Gemenebestspelen     | Austral-Asia Cup                                   |
| --- | ------------------------------------------ | --- | ---------------------------- | -------------------- | -------------------------------------------------- |
| - 1998: Halve finale - 2000: Tweede - 2002: Gedeeld winnaar - 2004: Eerste ronde - 2006: Eerste ronde - 2009: Eerste ronde - 2013: Winnaar - 2017: Tweede | - 1979-2018: Direct voor WK gekwalificeerd | - 1984: Winnaar - 1986: Boycot - 1988: Winnaar - 1990/1991: Winnaar - 1995: Winnaar - 1997: Tweede - 2000: Derde - 2004: Tweede - 2008: Tweede - 2010: Winnaar - 2012: Eerste ronde - 2014: Eerste ronde - 2016: Winnaar - 2018: Winnaar - 2020: Derde | - 1999: Derde - 2002: Boycot | - 1998: Eerste ronde | - 1986: Tweede - 1990: Eerste ronde - 1994: Tweede |